# Tipología lítica
Tipología lítica hace referencia en sentido amplio, a la disciplina arqueológica que estudia los artefactos líticos para interpretarlos y clasificarlos al establecer entre ellos relaciones según sus afinidades, en lo referente a su(s) técnica(s) de fabricación, morfología y función(es). 
Aunque la tipología lítica es meramente empírica y descriptiva, a partir de sus conclusiones pueden obtenerse inferencias. 

## Ramas
La tipología lítica, tiene tres ramas posibles que no son excluyentes entre sí, más bien, el objetivo sería poder tenerlas en cuenta todas a la vez:
- Tecno-tipología lítica: tipología tecnológica, es decir, la disciplina que ayuda a estudiar, interpretar y clasificar los artefactos líticos siguiendo criterios fundamental, aunque no exclusivamente, tecnológicos, esto es, referentes a sus procedimientos de fabricación (que estudian, clasifican e interpretan conjuntos de gestos técnicos sucesivos que se repiten como patrones de comportamiento tecnológico). De este modo, se llegaría a determinar cuáles son los conocimientos técnicos, referidos a la fabricación de artefactos líticos, correspondientes a un espacio y/o un tiempo determinados, que podría ser un periodo crono-cultural concreto, un conjunto homogéneo de industrias líticas o un solo yacimiento. Puede ayudar a clasificar los artefactos líticos por medio de la Tecno-tipología. Los conjuntos de gestos técnicos a estudiar serían de dos clases:
  - Técnicas de Talla: agrupaciones de gestos técnicos sucesivos que no tienen entidad por sí mismas y que han de ser encadenados con otras para obtener un resultado (por ejemplo: la talla con percutor blando).
  - Métodos de Talla: Agrupaciones de gestos y/o técnicas que constituyen una parte autónoma dentro de la Cadena operativa, es decir, tienen entidad por sí mismas (por ejemplo: el método Levallois).

- Tipología lítica (en sentido estricto): disciplina que ayuda a estudiar, interpretar y clasificar los artefactos líticos en el sentido tradicional del término y que se basa, fundamental, aunque no exclusivamente, en criterios morfológicos: las formas externas macroscópicas de los artefactos líticos. Estas pueden ayudar a clasificar los artefactos sobre la base de sus semejanzas con artefactos actuales o, mejor, de los pueblos primitivos actuales.

- Tipología funcional: disciplina que ayuda a estudiar, interpretar y clasificar los artefactos líticos siguiendo criterios fundamental, aunque no exclusivamente, trazalógicos, esto es, referentes a su utilización, a partir de otra disciplina llamada traceología que estudia, clasifica e interpreta las diferentes huellas que aparecen en los artefactos líticos por el desgaste debido a su utilización.